# Val Demings
Valdez Venita Demings, geboren Butler,  (Jacksonville, 12 maart 1957) is een Amerikaans politica van de Democratische Partij. Demings vertegenwoordigt sinds 2017 het 10e congresdistrict van Florida in het Huis van Afgevaardigden, het lagerhuis van het Amerikaans Congres. In mei 2020 werd zij genoemd als mogelijke kandidaat voor het vicepresidentschap als running mate van Joe Biden in de presidentsverkiezingen. Zij was begin van dat jaar een van de leden van het Huis die de afzetting van Donald Trump in de Senaat bepleitte.